# Flèche Namuroise
La Flèche Namuroise es una carrera ciclista belga desaparecida. Se corrió ininterrumpidamente desde 1996 hasta 2002, a excepción de la edición de 2001.
Se disputaba en el mes de septiembre. Ningún corredor fue capaz de imponerse en más de una ocasión.

## Palmarés
- 1996:  Rudy Verdonck
- 1997:  Johan Bruyneel
- 1998:  Renaud Boxus
- 1999:  Wilfried Cretskens
- 2000:  Ronald Mutsaars
- 2001: No se disputó
- 2002:  Pieter Ghyllebert

## Palmarés por países
| País         | Victorias |
| ------------ | --------- |
| Bélgica      | 5         |
| Países Bajos | 1         |